# 分科会
| ウィキペディアには「分科会」という見出しの百科事典記事はありません（タイトルに「分科会」を含むページの一覧/「分科会」で始まるページの一覧）。 代わりにウィクショナリーのページ「分科会」が役に立つかもしれません。 |